# Nackastråket
Nackastråket är ett promenadstråk och en vandringsled i Stockholms län med en total längd på cirka 10 km. Stråket som startar vid Nacka Forum ingår i Gångstråk Stockholm. Efter Nacka Forum går stråket till Nacka Strand och fortsätter utmed Svindersviken mot Danviken och Danviksbron. Sista biten sker vandringen på Söders höjder mot Slussen och avslutas på Gamla stans medeltida torg och gatunät.
Eftersom stråket ansluter till Saltsjöbanan (för evigt avslutad för Slussens del) kan man vandra delar av stråket. Stationer finns vid Storängen, Lillängen, Saltsjö-Järla, Nacka, Sickla, Henriksdal och  Slussen.
Nackastråket är ett vattennära stråk med flera höglänta utsiktspunkter. Till sevärdheterna hör bland annat Storängen vid Nacka Forum, Nacka strand, Svindersvik och Fjällgatan uppe på Stigberget. Stockholms stads motto för Nackastråket lyder: Mycket vatten, fin utsikt, intressanta miljöer men också många trappor.

## Sträckning

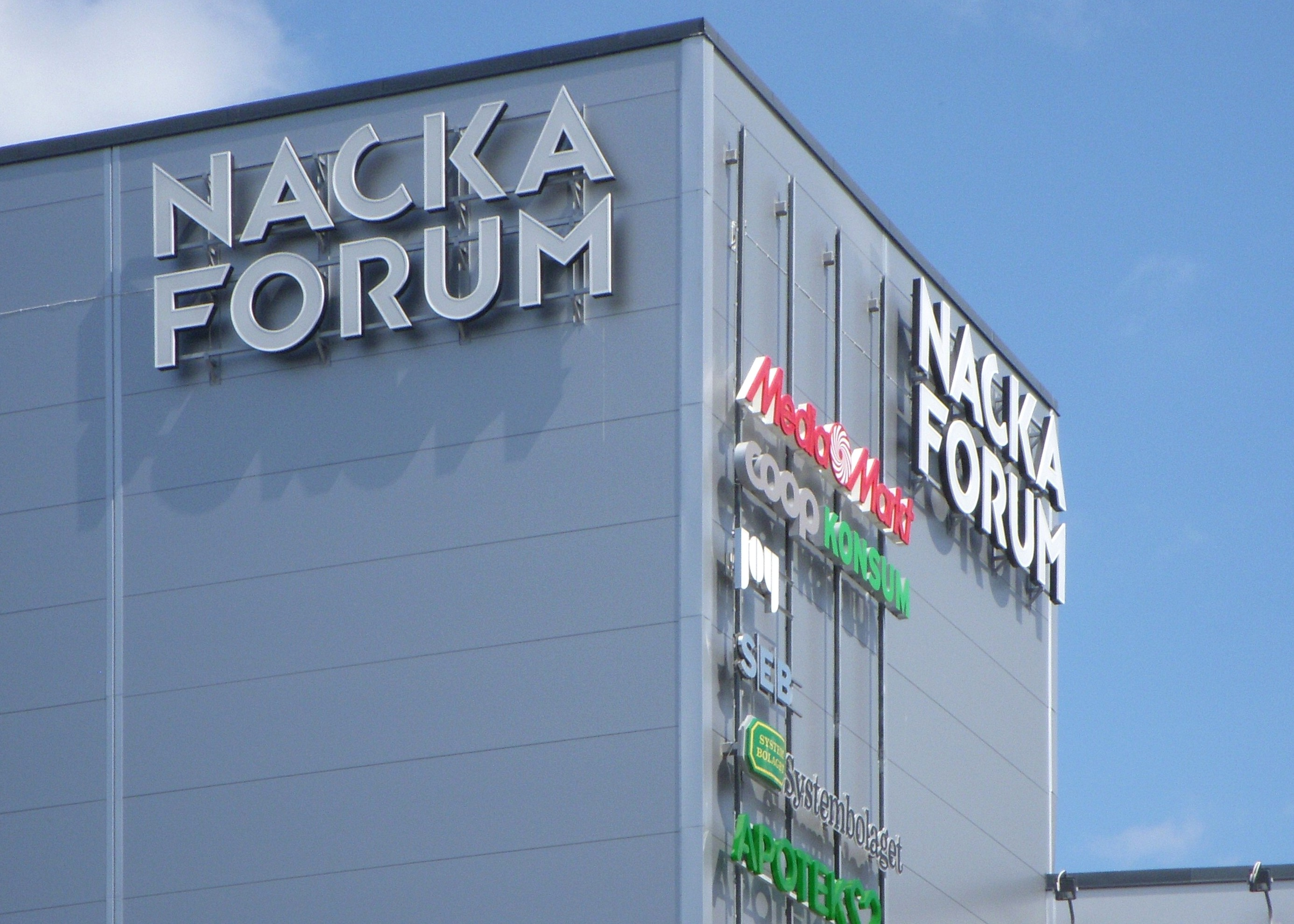
Start: Nacka Forum.

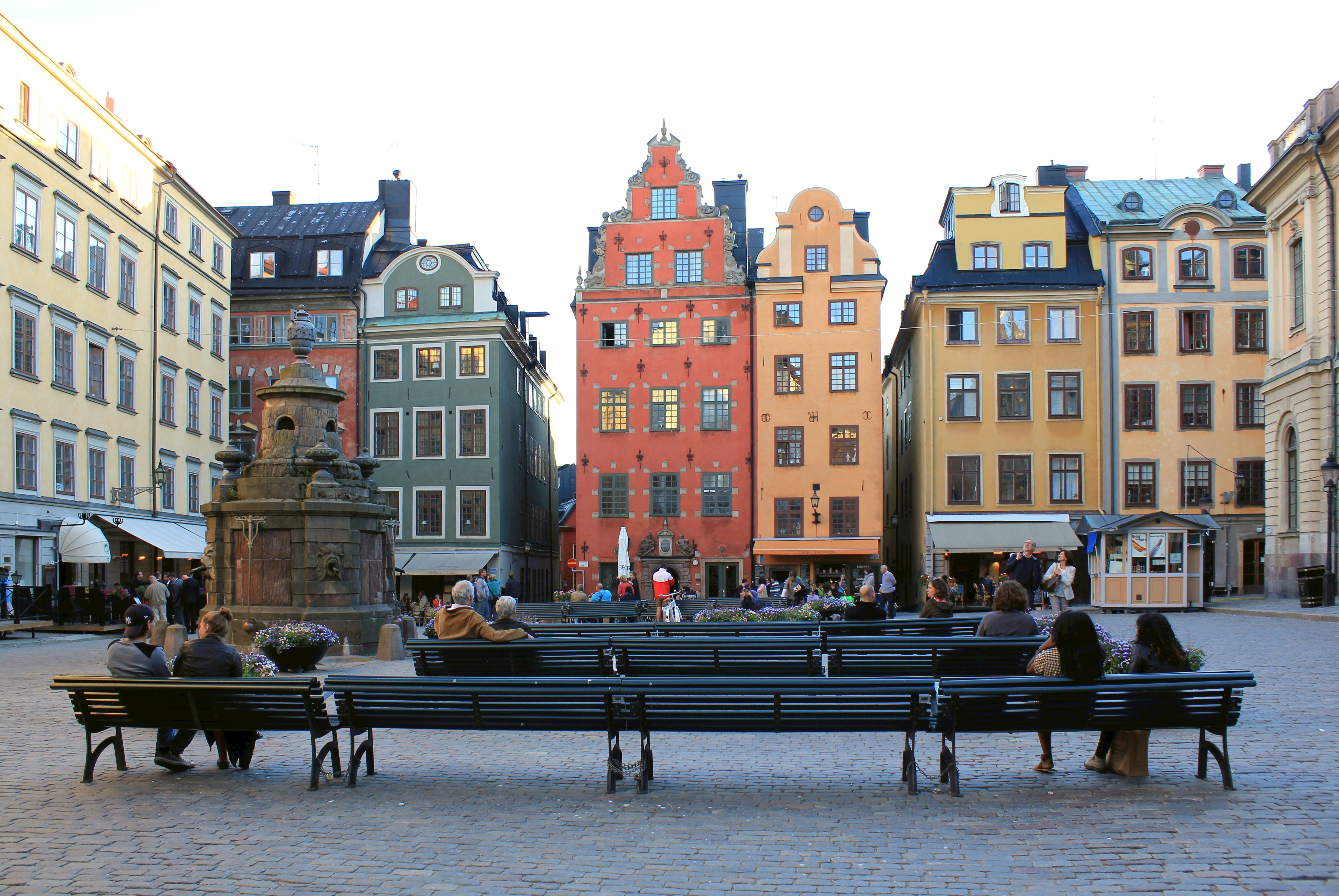
Mål: Stortorget i Gamla Stan.

Nackastråket börjar i Nacka Forum, Nackas stora köpcentrum från 1989.

Några minuters gångväg från Nacka Forum ligger Storängen, som anses vara ett av Sveriges bäst bevarade villasamhällen från 1900-talets början. Storängen är en sevärdhet, ett besök och en vandring i detta område är mödan värd för den arkitekturintresserade.
Från Nacka Forum tar stråket  kortaste vägen över Värmdöleden förbi Jarlabergs vattentorn, ett karakteristiskt landmärke i sydöstra Stockholm, mot Nacka strand. På vägen passerar man AB J.V. Svensons Motorfabrik, den gamla fabriken som under det tidiga 1900-talet tillverkade tändkulemotorer men idag huserar mässor och evenemang.
Nacka Strand är en stadsdel i Nacka. Stadsdelen har bevarat några äldre fabriksbyggnader och på en pir i Saltsjön finner man Carl Milles höga, vattensprutande skulptur Gud Fader på Himmelsbågen, ett kännetecken och signum för Nacka Strand. Vid båthamnen ligger Tornvillan, ett sommarnöje från slutet av 1800-talet, idag en konferens- och festvåning. På berget öster om båthamnen klättrar oljedepåerna i Bergs oljehamn. Norr om Saltsjön och Stockholms inlopp ser man Djurgårdens yttersta spets Blockhusudden och Blockhusuddens fyr. Stråket fortsätter längs med vattenlinjen mot Svindersviksbron, en 140 meter lång hängbro över Svindersviken, som förbinder centrala Nacka med Kvarnholmen. Bron är av stål och betong och ritad av Rundquist Arkitekter.
Vandringen följer därefter Svindersviken mot Marinstaden, ett bostadsområde med boende på vatten vid Ryssbacken nedanför Ryssbergen. På Kvarnholmens södra sluttning mot Svindersviken skymtar Olof Thunströms Tre kronors vägs bostadsområde med de på sluttningen staplade radhusen och uppe på toppen av berget liggande smalhusen. Från Marinstaden följer stråket den slingrande vägen upp till gångbron över Värmdöleden mot Finntorp.
I Finntorp, som är en stadsdel i Nacka, ligger Setterwallska villan, en patriciervilla från 1896 ritad av arkitekten Johan Laurentz. Från Finntorp fortsätter vandringen ned till Svindersviken mot Nordiska museets 1700-talsegendom Svindersvik och det i schweizerstil uppförda sommarnöjet Villa Kullen  från slutet av 1800-talet. Svindersvik som ritades av arkitekt Carl Hårleman var ursprungligen ett tidigt sommarnöje och en föregångare till den så kallade grosshandlarvillan. Idag räknas Svindersvik till en av Sveriges bäst bevarade rokokoanläggningar.
Vandringen följer strandkanten hela vägen in i Svindersviken och fortsätter därefter uppför bergsbranten på andra sidan viken mot toppen av berget till miljonprogrammet Henriksdalsberget. Stråket passerar på vägen ned mot Danvikskanalen Danvikens begravningsplats, en fattig- och kolerakyrkogård från tidigt 1800-tal. Nere vid kanalen ligger det tidigare sinnessjukhuset Danviks dårhus, den nedlagda industri- och spannmålskvarnen Saltsjökvarn och det före detta sjukhuset Danvikens hospital. Norr om Saltsjön ser man Djurgården och Waldemarsudde med Prins Eugens Waldemarsudde. På andra sidan Danvikskanalen ligger den bergrika stadsdelen Södermalm. Med blicken söderut längs med kanalen skymtar man Hammarby sjö och stadsdelen Hammarby sjöstad.
Vandringen går via Danvikstull över Danviksbron, en särpräglad klaffbro med en enorm och karakteristisk motvikt av betong. Inga rester finns idag kvar som minner om den historiska tullverksamheten i Danvikstull. Utsiktsplatsen Fåfängan ligger på berget ovanför Danvikskanalen och Masthamnen, den ostliga förlängningen av Stadsgårdshamnen. Här finner man även Bergshyddan, vars äldsta huskroppar är från 1600-talet och 1700-talets första hälft och Patons malmgård. Det är inte långt från stråket till Fåfängan. De hugade bör ta tillfället i akt och ta sig till toppen av berget för att beundra den vidsträckta utsikten över Stockholm, ta gångtunneln under Folkungagatan strax efter Tegelviksgatan och därefter trapporna uppför bergsbranten.
Stråket passerar flera malmgårdar på väg mot Stigberget och Fjällgatan, bland annat Gröna gården, Hovings malmgård, Hedbergs malmgård och Tottieska malmgården. Vandringen går via Kvastmakargatan och Kvastmakartrappan uppför Åsöberget, därefter på gångstigen utmed bergets nordsida till Lotsgatan.

Härifrån letar man sig förbi Ersta sjukhus och Ersta kyrka till Fjällgatan.
Nedanför Fjällgatan vid Stigbergets fot finner man Stora Tullhuset, formgivet av arkitekt Ferdinand Boberg, Stadsgårdshamnen, Stadsgårdsleden och lite längre österut vid Londonviadukten Tegelviken, där finlandsbåtarna ligger för ankar. Utsikten från Fjällgatan över Stockholms inlopp är vidsträckt , härifrån ser man Slussen och Katarinahissen, Gamla stan, Skeppsholmen och Kastellholmen, Beckholmen och Djurgården, samt Nackalandet längst bort i öster. Bland historiskt intressanta platser nära Fjällgatan räknas exempelvis Sista Styverns trappor, Anna Lindhagens täppa och Schinkels malmgård.
Vandringen fortsätter över Renstiernas gata till Mäster Mikaels gata och Katarina kyrka, som uppfördes under åren 1656-95 efter arkitekten Jean de la Vallées ritningar. Efter den senaste branden 1990 återinvigdes kyrkan 1995. Därefter går vandringen på små gator över Katarinaberget, förbi det 32 meter höga Mosebacke vattentorn från 1896, som ritades av arkitekt Ferdinand Boberg, till Mosebacke torg, där man kan passa på att bege sig ut på gångbron till Katarinahissen för att beundra utsikten. Den sista biten av Nackastråket går via Södermalmstorg och Slussen till Kornhamnstorg och Järntorget i Gamla stan. De avslutande stegen går över Tyska stallplan, Tyska brunnsplan och Svartmangatan till Stortorget, målet för vandringen och Nackastråket.

## Bilder

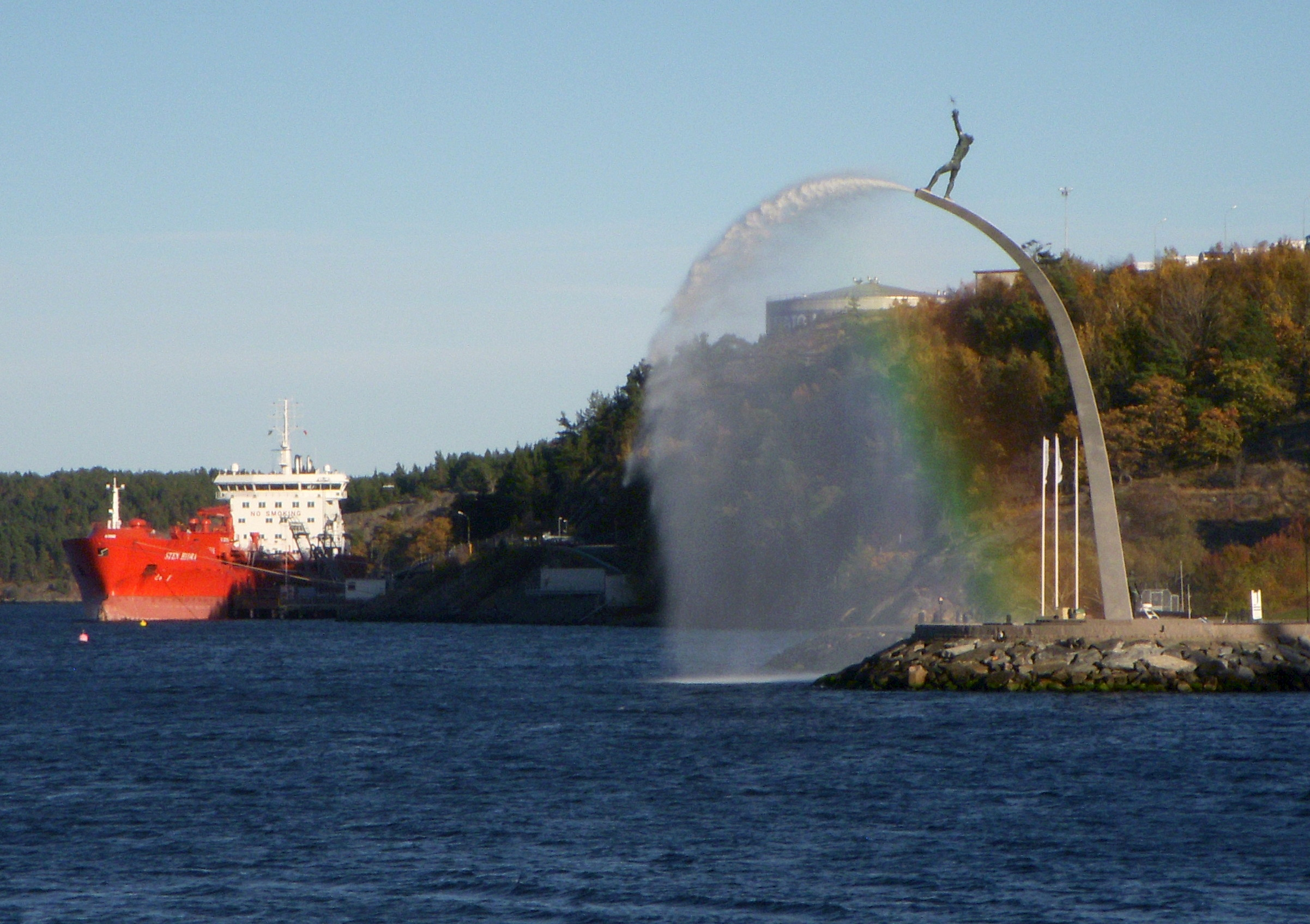
Carl Milles Gud Fader på Himmelsbågen, Nacka strand.
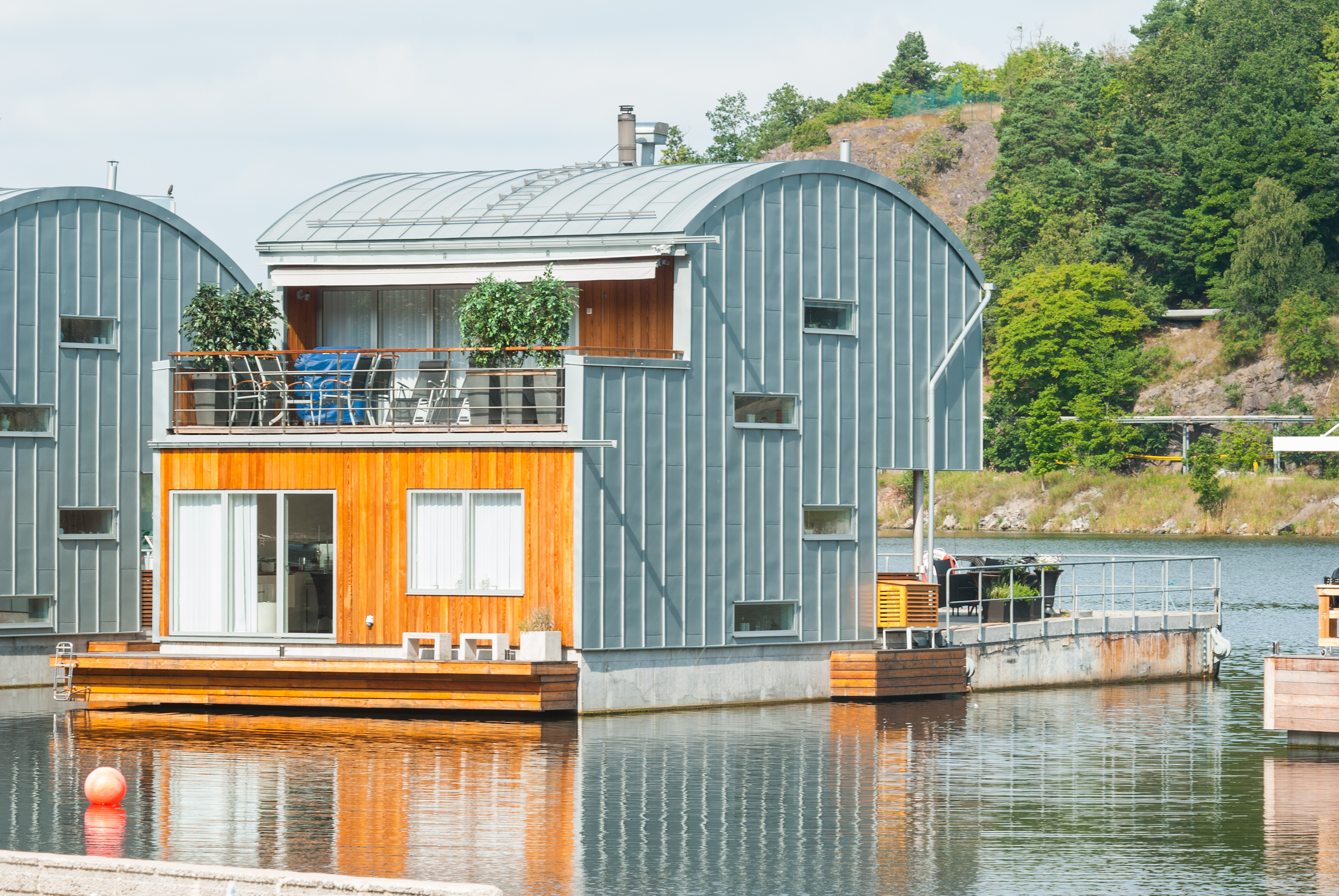
Marinstaden i Nacka.
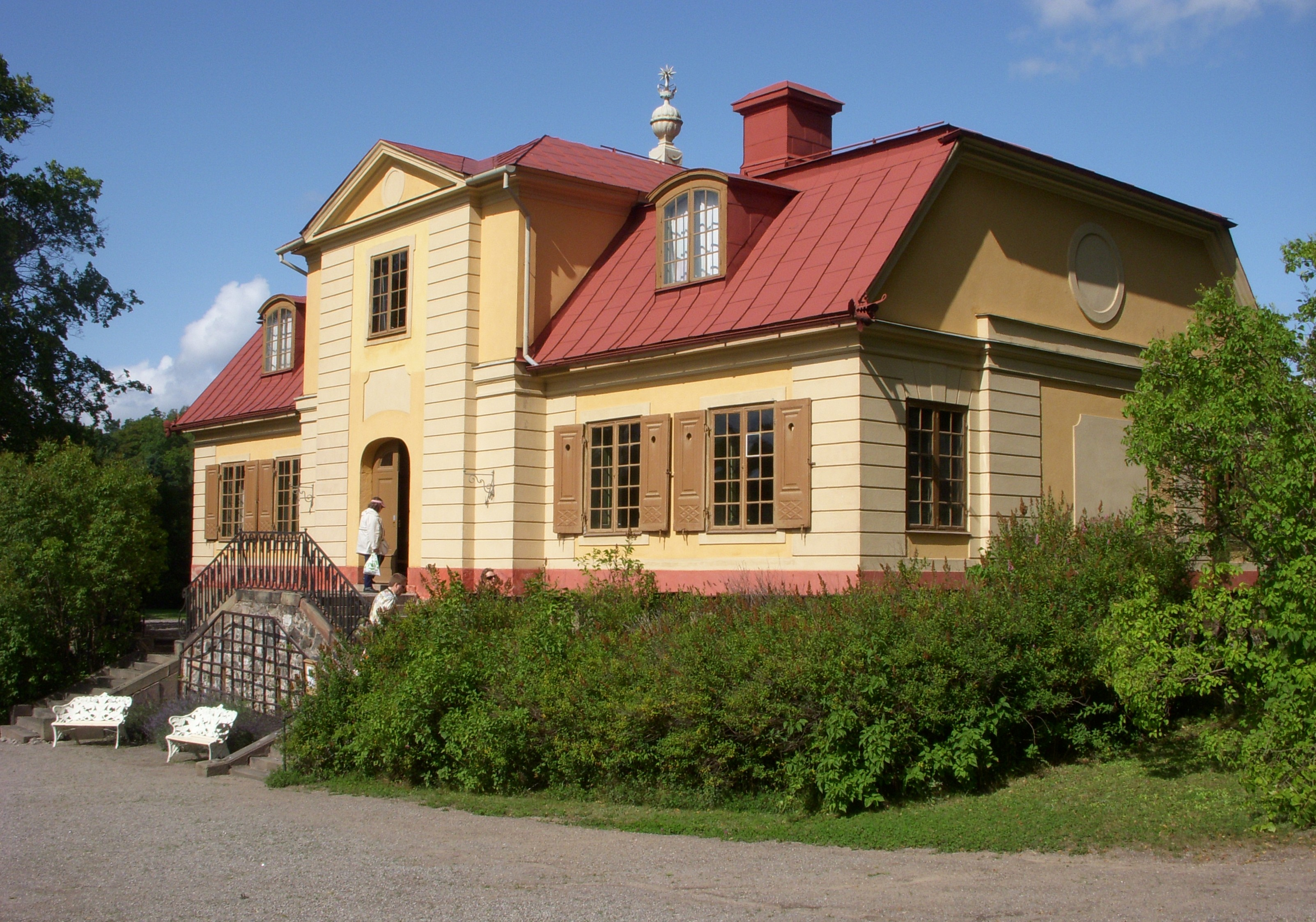
Rokoko-gården Svindersvik i Nacka.
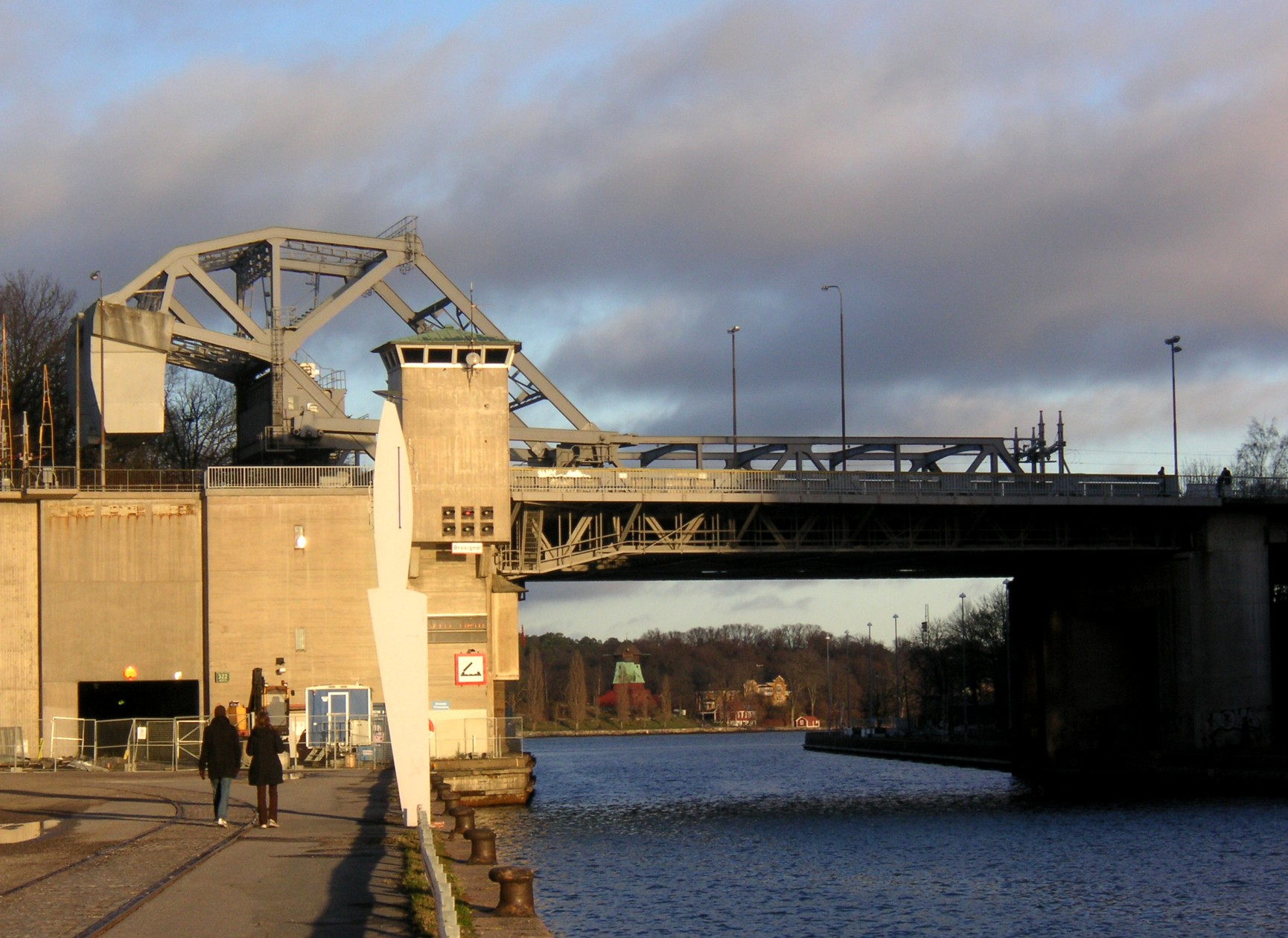
Danviksbron i Stockholm.
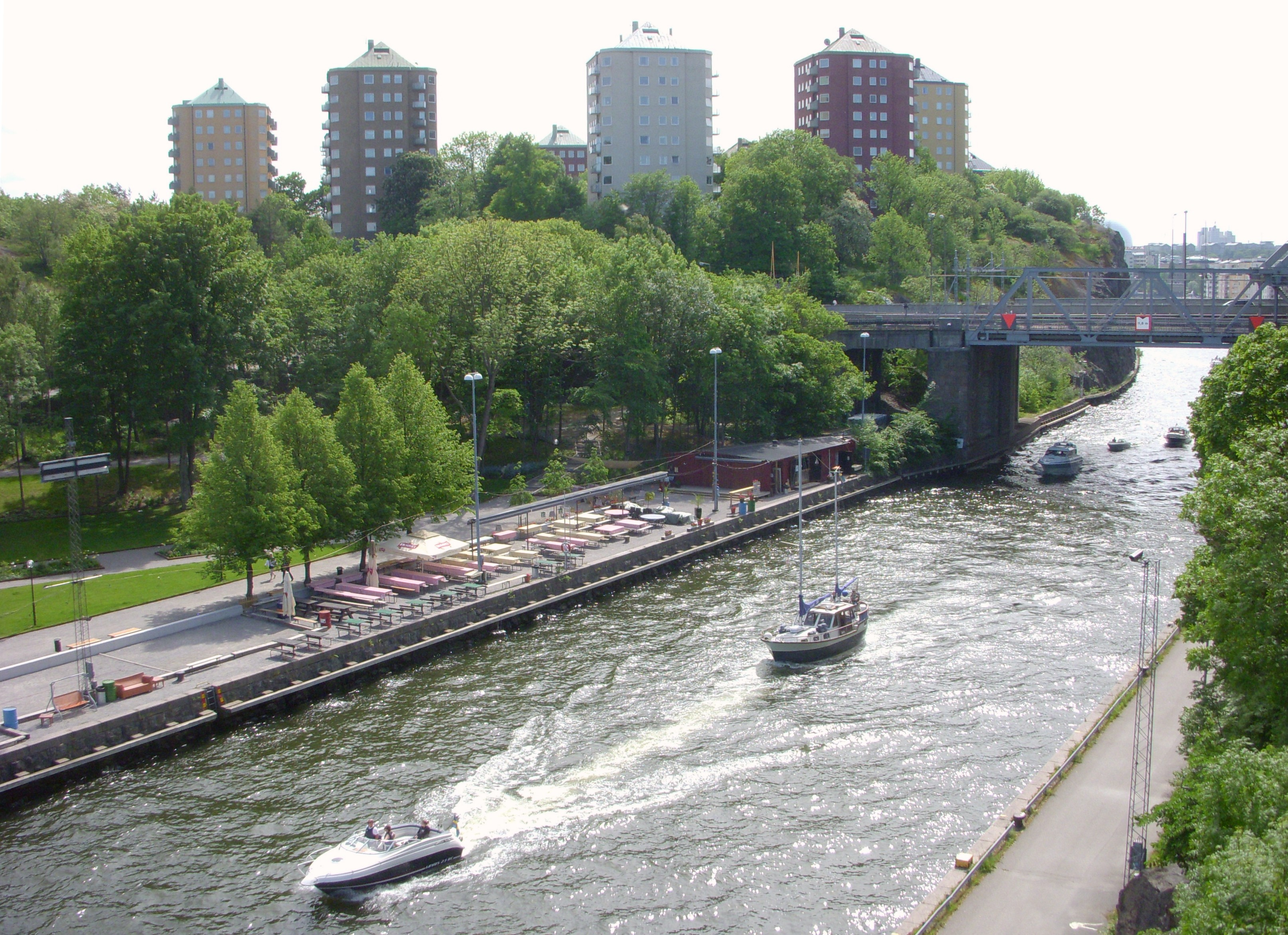
Danvikskanalen i Stockholm.
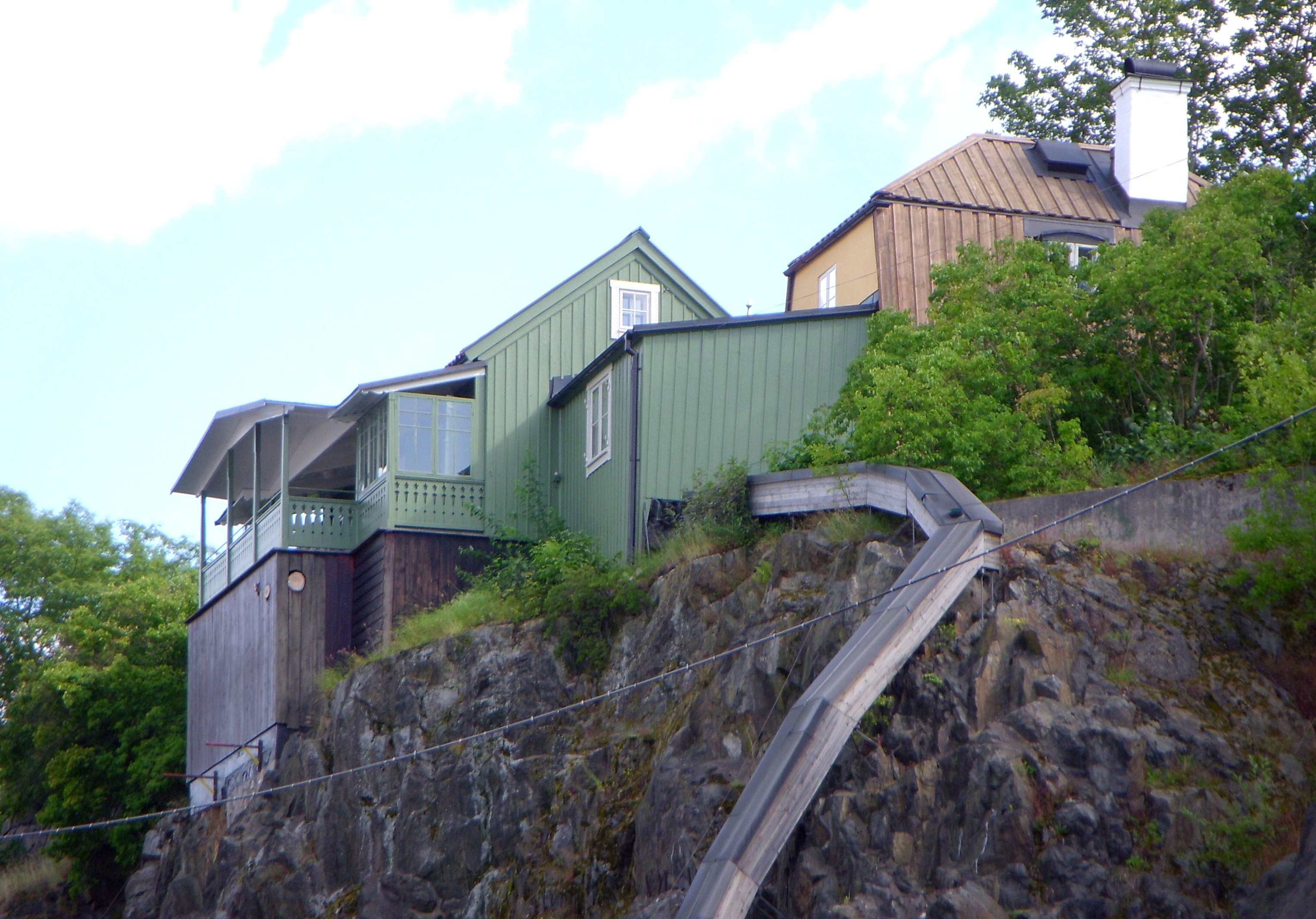
Bergshyddan vid Fåfängan på Södermalm, Stockholm.
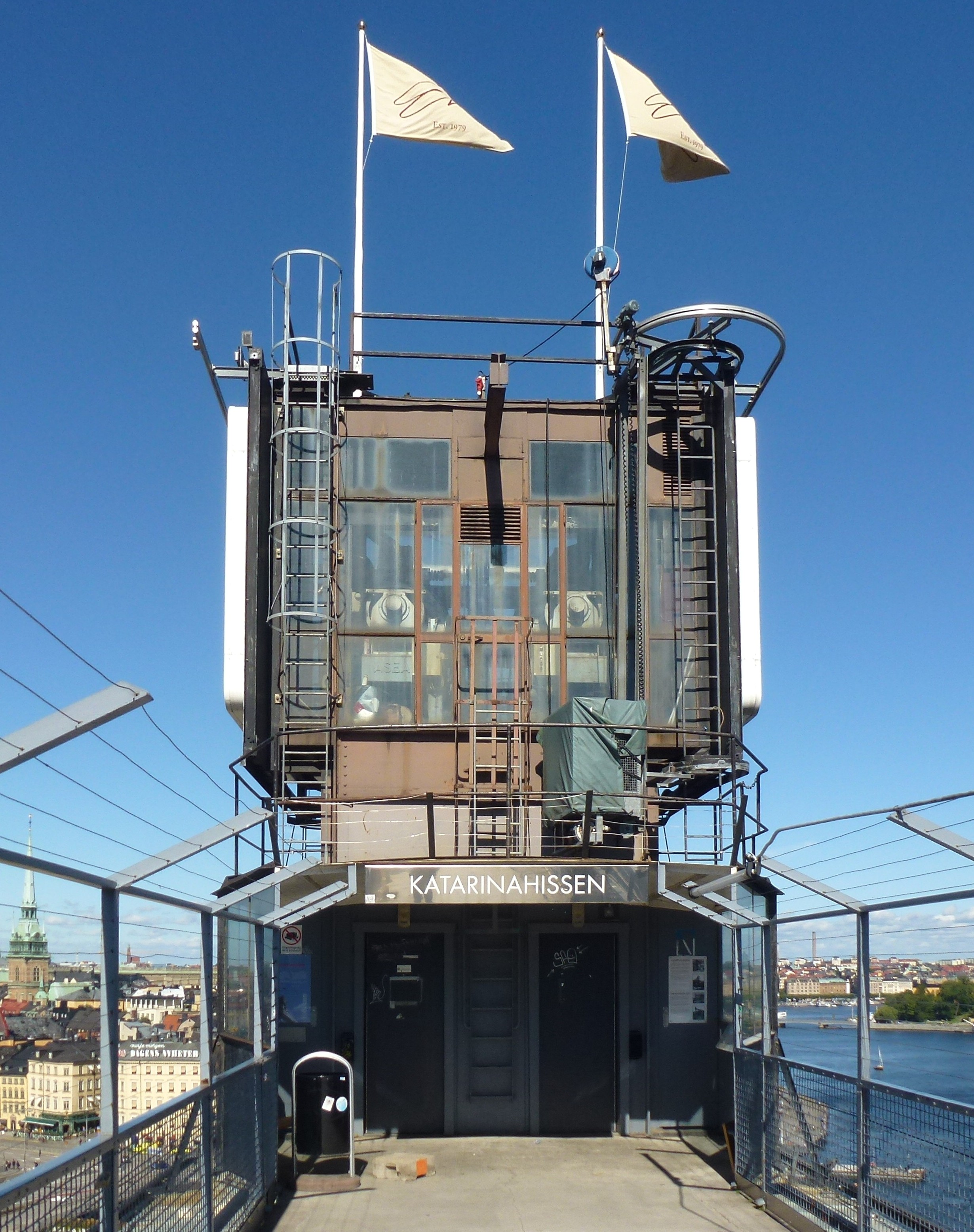
Katarinahissen, toppstationen.